# أبراج عزرائيلي
أبراج عزرائيلي (بالعبرية: מגדלי עזריאלי) أو مركز عزرائيلي (بالعبرية: מרכז עזריאלי). هي عبارة عن تجمُّع لثلاثة ناطحات سحاب أطولها مُكوَّنة من 49 طابق. تمَّ الانتهاء من بناء اثنين منها بالإضافة إلى المول أواخر عام 1999، وتمَّ الانتهاء من بناء البُرج الثالث أواخر عام 2007. تقع الأبراج في مركز تل أبيب بين طريق بيݘن غربًا وطريق أيالون السريع شرقًا.
بُنيت الأبراج الثلاثة على ثلاثة أشكال وهي دائرة ومُثلّث ومُربّع. هذه الأشكال تُشكِّل أيضًا شعار مركز عزرائيلي. يصل للأبراج جسرين للمُشاة إحداهما يصل بمحطة القطار والآخر معروف بجسر عزرائيلي، الَّذي يربط الأبراج بمبنى الكرياه. تُعتبر هذه الأبراج إحدى أبرز معالم مدينة تل أبيب.
يجري بناء بُرج رابع حلزوني الشكل ومن المخطط أن يكون الأطول.

## مركز التسوق
يتواجد في الطابقين الأول والثاني مركز تسوق يضم عشرات المحلات التجارية والمطاعم. في ما مضى كانت هناك سينما من شبكة غلوبوس وكانت تضم ثماني صالات، لكنها أُغلقت في 20 أكتوبر 2009 وحلّ مكانها فرع من سلسلة الأزياء السويدية "H&M". يمتد تحت مركز التسوق موقف للسيارات مكون من أربعة طوابق تحت الأرض. ولهذا المركز شعبية كبيرة، لذلك هو من أكثر مراكز التسوق ازدحامًا في إسرائيل.

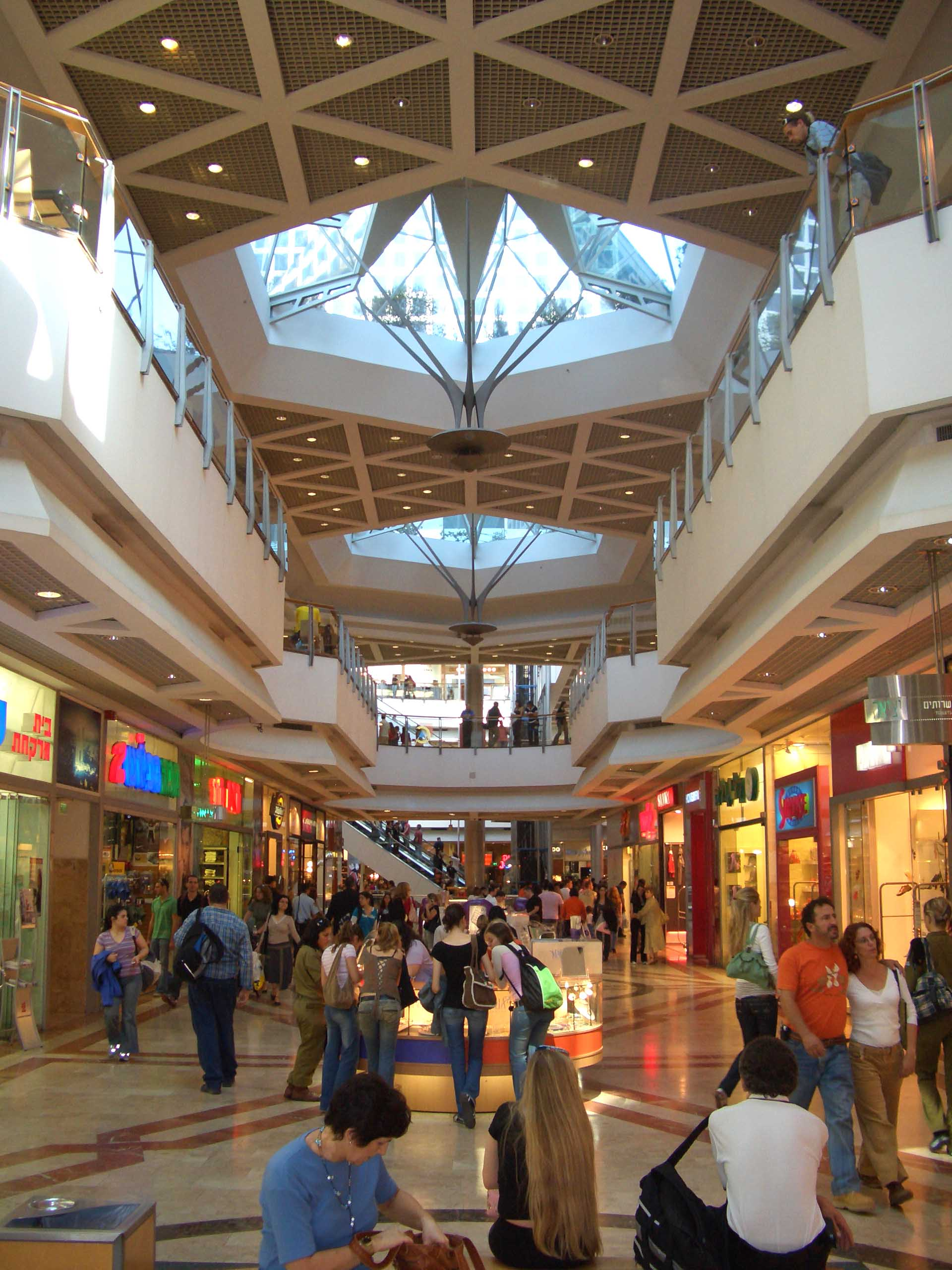
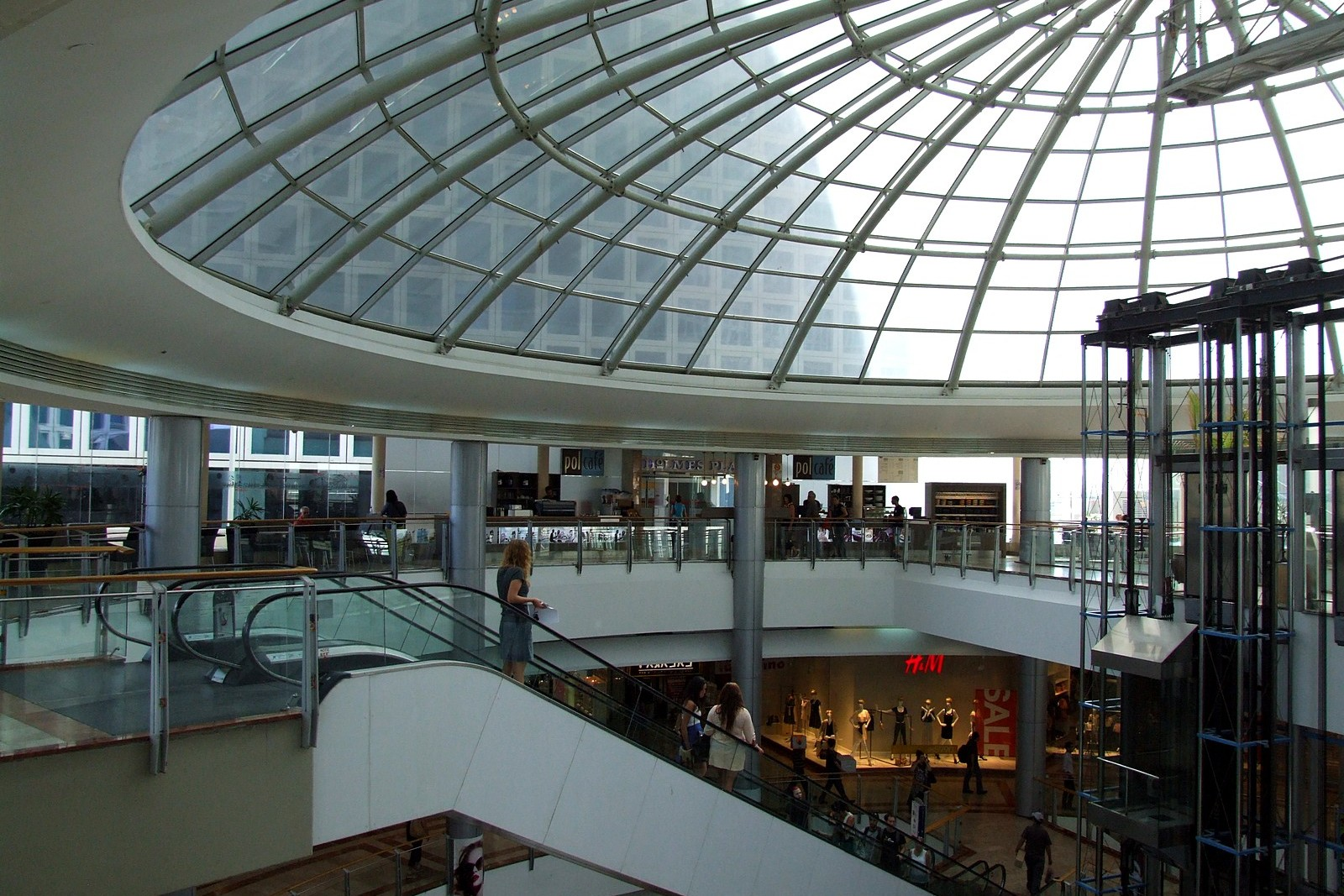

## معرض الصور

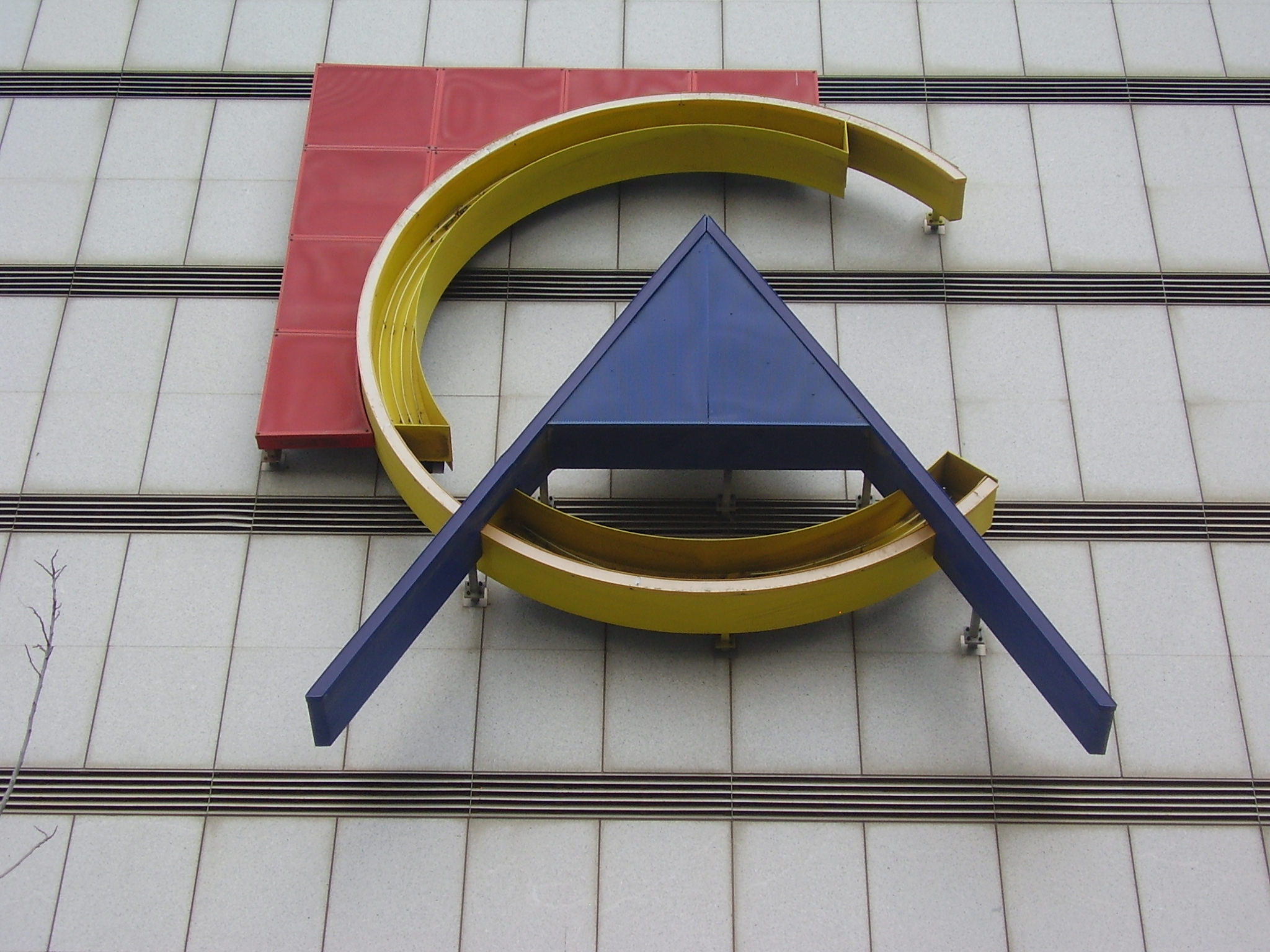
شعار مركز عزرائيلي.
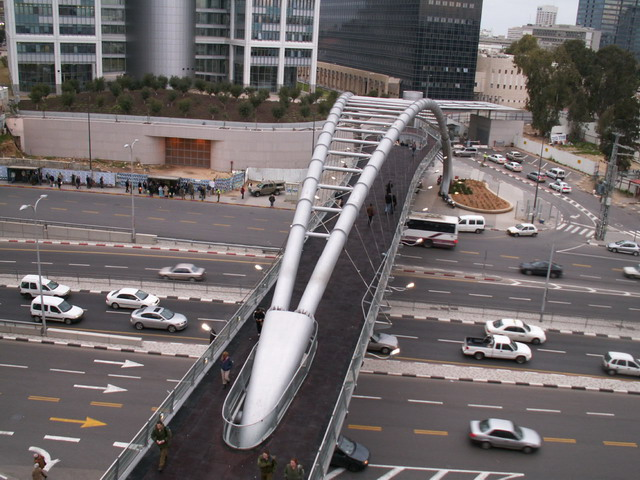
جسر عزرائيلي للمُشاة، المُمتد بين مركز عزرائيلي والكرياه.
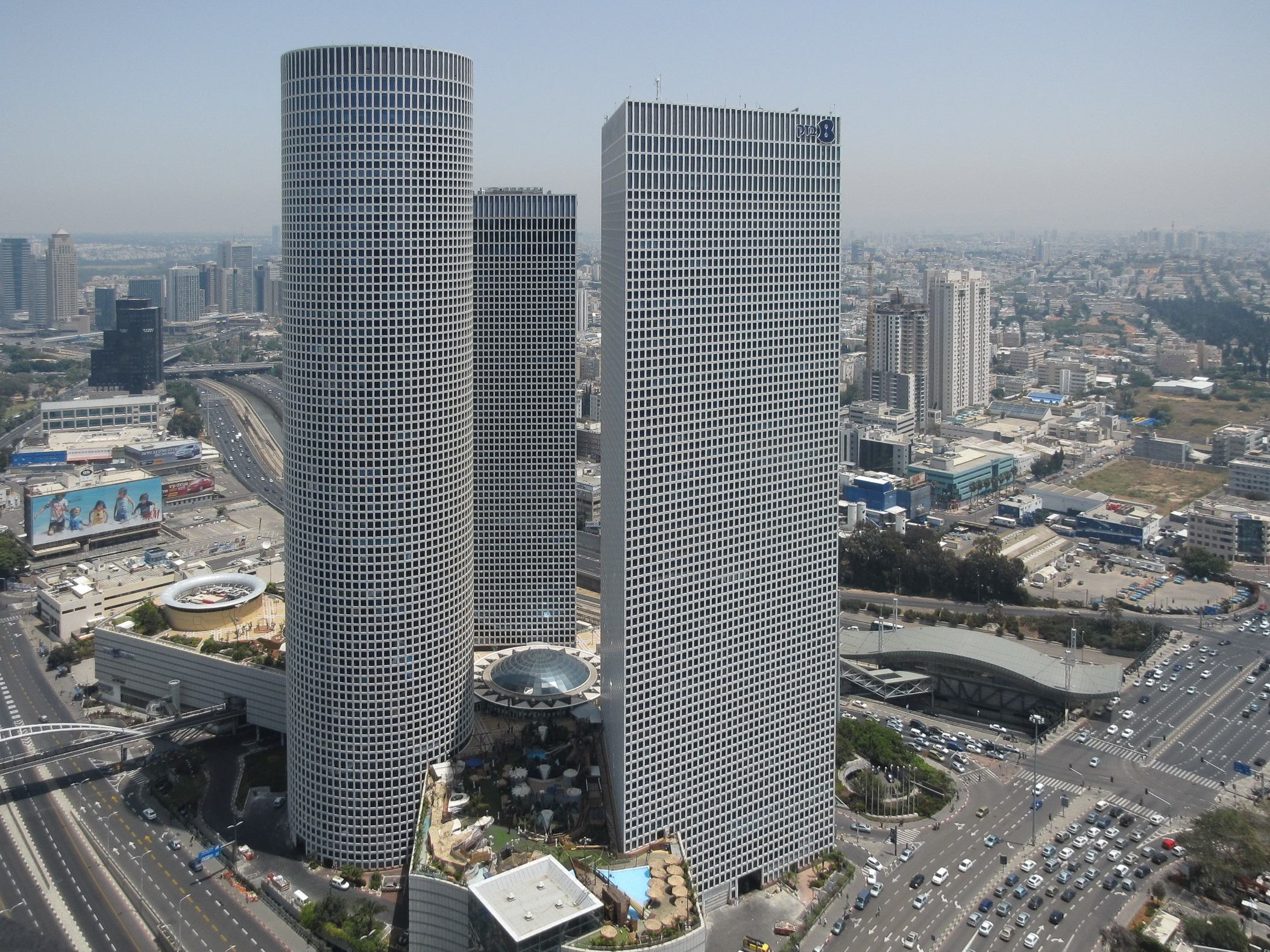
أبراج عزرائيلي عام 2010، ويظهر في الخلفية رمات غان.